# Мартыновченко, Анатолий Анатольевич
Анатолий Анатольевич Мартыновченко (4 апреля 1981, Харьков, Украинская ССР) — российский футболист, полузащитник.

## Биография
Родился 4 апреля 1981 года в Харькове в семье военного летчика. Первые шаги в футболе сделал в школьной команде в возрасте 10 лет в Одесской области. После возвращения семьи в Харьков продолжил заниматься в местной ДЮСШ № 7, где его наставником был Анатолий Данилов. В детском возрасте выступал на позиции центрального полузащитника и отличался сильным поставленным ударом с двух ног. Спустя год был приглашён в СДЮШОР «Металлист» Харьков под руководство Виктора Москалёва. В 1995 году по семейным обстоятельствам Мартыновченко переехал в Москву и продолжил заниматься футболом в ДЮСШ ЦСКА под руководством Николая Ульянова. Выступал вместе с Питером Одемвинге, Денисом Евсиковым и Романом Широковым.
В 2001 году выступал в команде второго дивизиона «Краснознаменск» под руководством Геннадия Костылёва, за которую сыграл 16 матчей. В августе 2001 на правах аренды перешёл в клуб второго дивизиона «Спартак» Йошкар-Ола, в котором сыграл 15 матчей и забил 2 гола. В сезоне 2002/2003 Мартыновченко был приглашен в иркутскоую «Звезду».
В 2004 году оказался в хорватском «Чаковце», в котором провел 41 матч и забил 9 голов, 7 из которых с пенальти. В Хорватии Мартыновченко выступал на позиции опорного полузащитника. В связи со сменой руководства клуба, а также лимитом на легионеров, вернулся в Россию, где пытался трудоустроиться в одном из российских клубов, но из-за проблем с международным трансфером переход не состоялся. В августе 2007 подписал контракт с клубом в эстонской Лиги Мастеров «Нарва-Транс», где дебютировал 9 августа; Также выступал за «Транс-2» в одном из низших дивизионов.
Сезон 2009/10 начал в составе команды ПФЛ «Ставрополье-2009». 16 мая 2009 года в матче с «Ротором» забил единственный в матче гол на последних минутах ударом с одиннадцатиметровой отметки, принеся победу своей команде. Во втором круге сезона 2009/2010 перешел в «Кавказтрансгаз-2005», в составе которого провел 7 матчей.
В 2010—2015 годах играл за любительские клубы «Магнит» Железногорск, «Приалит Реутов», ФК ВФ МГИУ Вязьма, «ВДВ-СпортКлуб» Наро-Фоминск, «Антей» Талдомский район, «Торпедо-Жаворонки» Жаворонки, «Олимп» Одинцово.
В апреле 2014 получил тренерскую лицензию категории С.
Президент и главный тренер любительского ФК «Харьков» (Москва).